# Ye Fei
Ye Fei (Quezon City, 7 mei 1914 - Beijing, 18 april 1999) (jiaxiang: Fujian, Quanzhou, Nan'an) was een Chinese generaal van de Chinese volksbevrijdingsleger.

## Biografie
Ye Fei werd op de Filipijnen geboren en was een Chinese Filipino. Zijn vader was van Chinese afkomst die in 1900 naar de Filipijnen vertrok en zijn moeder was een Filipijnse met Spaans bloed. Ye Fei's Filipijnse naam wordt in het Chinees geschreven als "西思托·麥爾卡托·迪翁戈". Zijn familie werkte in de handel. In 1918 ging Ye Fei met zijn familie terug naar China.
In mei 1928 werd hij lid van de jeugdafdeling van de Chinese communistische partij. Nadat Ye zijn school had afgemaakt, deed hij spionagewerk voor de communistische revolutie. In 1929 kreeg hij een bestuursfunctie in de Fujianse afdeling van de communistische jeugdvereniging en later ook in de Fuzhouse afdeling. In maart 1932 werd hij lid van de Chinese communistische partij. Later vertrok hij naar Oost-Fujian om in het guerrillaleger deel te nemen.
Ye Fei heeft aan belangrijke oorlogen meegedaan: de Eerste Chinese Burgeroorlog, de Tweede Chinees-Japanse Oorlog en de Tweede Chinese Burgeroorlog. Na 1949 heeft hij zich ook een tijd beziggehouden met plannen voor de invasie/bevrijding van het eiland Taiwan. 

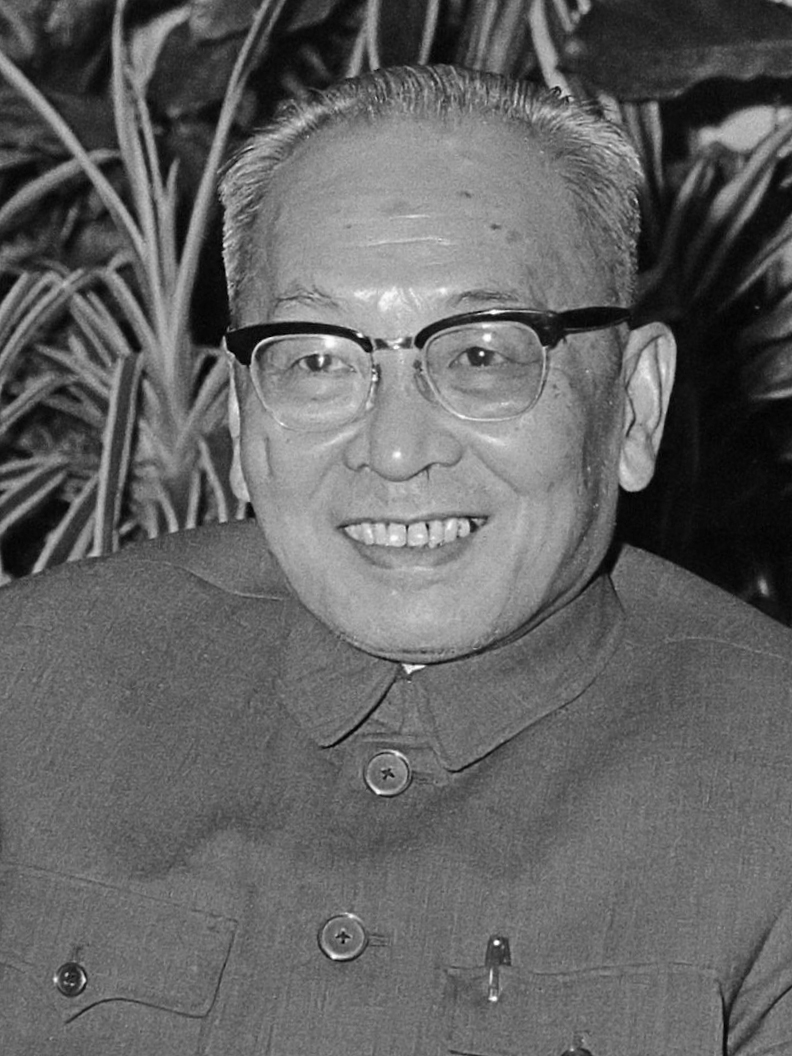
Ye Fei (1978)

In de periode 1975－1979 was Ye Fei minister van verkeer van de Volksrepubliek China en heeft hij onder andere de Nederlandse stad Tilburg bezocht. In de jaren tachtig maakte hij deel uit van de groep volksvertegenwoordigers van overzeese Chinezen.

## Band met de Filipijnen
Als Chinese Filipino is Ye Fei nooit zijn geboorteland vergeten. Ye Fei heeft een dubbele nationaliteit. Zijn Filipijnse geboorteakte en doopbewijs is altijd goed behouden gebleven. In 1989 bracht hij de eilanden een staatsbezoek. Een jaar later werd hij bezocht door de ambassadeur van de Filipijnen in China. Na zijn dood, bracht de ambassadeur van de Filipijnen in China zijn laatste eerbetoon. In de Filipijnen werd de naam van een park in Diyawang veranderd in Ye Fei-park. De Handelsvereniging van Chinese Filipino bekostigde een bronzen beeld van Ye Fei die naar verhouding van 1:1 is gemaakt. Op 29 maart 2000 werd het beeld officieel geopend. Ook werd de tweeduizendste beroepsschool omgedoopt tot Ye Fei-college.